# Zacharias Juringius (1741–1817)
Zacharias Juringius, född 24 juli 1741 i Västra Eneby församling, Östergötlands län, död 1 april 1817 i Horns församling, Östergötlands län, var en svensk präst.

## Biografi
Zacharias Juringius föddes 1741 i Västra Eneby socken. Han var son till kyrkoherden Zacharias Juringius i Västra Eneby församling och Rebecka Ekerman. Juringius blev 1758 student vid Uppsala universitet och promoverades 1767 till filosofie magister. Han prästvigdes 26 juli 1768 och blev samma år extra ordinarie skvadronspredikant vid Östgöta kavalleriregemente. Juringius blev 1774 komminister i S:t Olai församling, Norrköping och 19 juli 1783 kyrkoherde i Horns församling. Han utnämndes 7 januari 1788 till prost och var riksdagsman vid riksdagen 1786. Juringius avled 1817 i Horns socken.

### Familj
Juringius gifte sig 28 juni 1774 med Maria Zetterling (1749–1802), dotter till kyrkoherden Petrus Zetterling i Kuddby församling och Märta Maria Sjöberg. De fick tillsammans barnen Fredrik Juringius (1775–1779), handlanden Petrus Juringius (1776–1839) i Norrköping, Zacharias Juringius (1777–1779), assessorn Johan Paul Juringius (1782–1853) i Krigskollegium, Anna Marta Juringius (1785–1785), Eva Rebecka Juringius (1785–1785) Rebecka Maria Juringius (1787–1791), magistratssekreteraren Zacharias Juringius (1789–1828) i Gävle och Sven Adolf Juringius (1792–1792).